# كرسول سويقي
كرسول سويقي (الاسم العلمي:Crassula peduncularis) هو نوع نباتي يتبع جنس الكرسول من فصيلة الكرسولية.